# Finale della UEFA Nations League 2024-2025
La finale della UEFA Nations League 2024-2025 si è disputata l'8 giugno 2025 all'Allianz Arena di Monaco di Baviera. Essa è stata vinta dal Portogallo 5-3 ai tiri di rigore, dopo il 2-2 dei tempi supplementari, aggiudicandosi il secondo titolo nella competizione.

## Le squadre
| Squadra    | Partecipazioni precedenti (il grassetto indica la vittoria) |
| ---------- | ----------------------------------------------------------- |
| Portogallo | 1 (2019)                                                    |
| Spagna     | 2 (2021, 2023)                                              |

## Il cammino verso la finale

### Portogallo
Il Portogallo di Roberto Martínez viene inserito nel Gruppo 1 insieme a Croazia, Scozia e Polonia. Nell'incontro d'esordio, i portoghesi battono la Croazia per 2-1 a Lisbona, per poi ripetersi col medesimo risultato contro la Scozia, sempre a Lisbona. Gli iberici ottengono successivamente una vittoria per 3-1 a discapito della Polonia e un pareggio a reti bianche contro la Scozia, entrambe in trasferta. Il girone si chiude con un'altra vittoria per 5-1 contro i polacchi e un pareggio esterno per 1-1 con i croati, che determinano il primo posto in classifica con 14 punti conquistati, derivanti da quattro successi e due pareggi. Nei quarti di finale affrontano in gare di andata e ritorno la Danimarca durante i quali i portoghesi dopo aver perso 1-0 la gara di andata a Copenaghen riescono a ribaltare il risultato vincendo 5-2 dopo i tempi supplementari. In semifinale affrontano la Germania, battuta a Monaco di Baviera col risultato di 2-1. I portoghesi approdanano così alla loro seconda finale di Nations League a distanza di sei anni dalla disputa della finale della UEFA Nations League 2018-2019, vinta contro i Paesi Bassi.

### Spagna
La Spagna di Luis de la Fuente, vincitrice della precedente edizione, viene inserita nel Gruppo 4 insieme a Danimarca, Serbia e Svizzera. Nella prima partita del raggruppamento, gli spagnoli ottengono un pareggio per 0-0 contro la Serbia salvo poi ottenere cinque successi in altrettante partite che determinano il primo posto in classifica con 16 punti conquistati, derivanti da cinque successi e un pareggio. Nei quarti di finale gli spagnoli affrontano in gara doppia i Paesi Bassi nel quale ottengono due pareggi rispettivamente per 2-2 a Rotterdam e 3-3 a Valencia per poi trionfare per 5-4 dopo i tiri di rigore. In semifinale affrontano la Francia, già affrontata in semifinale nel precedente campionato europeo, e battuta a Stoccarda col risultato di 5-4 dopo essere stata in vantaggio 5-1. Gli spagnoli raggiungono così la loro terza finale consecutiva di Nations League.

### Tabella riassuntiva del percorso
Note: In ogni risultato sottostante, il punteggio della finalista è menzionato per primo. (C: Casa; T: Trasferta; N: Neutro)
| Squadra    | Pt | G |
| ---------- | -- | - |
| Portogallo | 14 | 6 |
| Croazia    | 8  | 6 |
| Scozia     | 7  | 6 |
| Polonia    | 4  | 6 |

| Squadra   | Pt | G |
| --------- | -- | - |
| Spagna    | 16 | 6 |
| Danimarca | 8  | 6 |
| Serbia    | 6  | 6 |
| Svizzera  | 2  | 6 |

## Contesto
All'Allianz Arena di Monaco di Baviera va in scena la finale tra Portogallo, alla seconda presenza nell'atto conclusivo della competizione, e Spagna, alla terza finale consecutiva dopo il successo nell'edizione precedente. L'allenatore dei portoghesi, Martínez, schiera la squadra col 4-2-3-1: davanti al portiere Costa, la linea difensiva a quattro è formata da Mendes e Neves come terzini e da Inácio e Dias come difensori centrali. In mediana Vitinha è supportato da Silva, mentre il trio di trequartisti è formato da Conceição, Neto e Fernandes alle spalle dell'unico centravanti Ronaldo. Il tecnico degli spagnoli, De la Fuente, opta invece per il 4-3-3: davanti a Unai Simón, la retroguardia è costituita da Mingueza e da Cucurella come terzini e da Huijsen e Le Normand come difensori centrali. In mediana Zubimendi è affiancato da Fabián Ruiz e da Pedri, mentre il tridente offensivo è composto da Yamal, Oyarzabal e Williams.

## La partita
Dopo ventuno minuti di gioco, la Spagna si porta in vantaggio: Zubimendi, dopo un passaggio di Yamal che aveva creato confusione nell'area di rigore portoghese, insacca facilmente a porta vuota. Il Portogallo pareggia al poco dopo con Mendes che segna con un tiro rasoterra dalla sinistra dell'area di rigore infilando la pallone all'angolo destro della porta di Unai Simón. Gli spagnoli si riportano in vantaggio poco prima dell'intervallo quando Oyarzabal conclude rasoterra all'angolo sinistro su assist di Pedri.
Nella seconda frazione la Spagna prova ad addormentare il ritmo generale con un prolungato palleggio ma al 61º il Portogallo pareggia nuovamente: percussione di uno scatenato Mendes e assist, sporcato da una deviazione, per la zampata ravvicinata di Ronaldo. Al 75º entra Isco che torna a vestire la maglia della 'Roja' dopo sei anni: sul suo destro è ottima la risposta di Costa. A due minuti dalla fine del secondo tempo forfait fisico di Ronaldo: Martínez lo richiama in panchina per inserire Ramos. Nel recupero Unai Simón vola sulla punizione insidiosissima di Bruno Fernandes prolungando la sfida ai tempi supplementari.
Nel primo supplementare Semedo ha sul sinistro la palla del 3-2 ma se la calcia addosso. I restanti quindici minuti addizionali si rivelano avari di emozioni, nessuna delle due squadre si sbilancia più di tanto per timore di mandare all'aria tutto, dilungando così il confronto ai tiri di rigore.
Dal dischetto entrambe le formazioni realizzano i primi tre rigori: per il Portogallo vanno a segno Ramos, Vitinha e Fernandes; mentre per la Spagna sono Merino, Baena e Isco a trasformare i rispettivi penalty. Mendes segna il quarto rigore portando il risultato sul 4-3, mentre Morata si fa respingere il tiro da Diogo Costa. Neves segna il quinto rigore, consegnando così ai portoghesi la loro seconda Nations League, dopo la vittoria nella prima edizione.

## Tabellino
| Arbitro: | Sandro Schärer |

|                                         |                      |                             |
| Mendes 26’ Ronaldo 61’                  | Marcatori            | 21’ Zubimendi 45’ Oyarzabal |
| Ramos Vitinha Fernandes Mendes R. Neves | Tiri di rigore 5 – 3 | Merino Baena Isco Morata    |

| Portogallo | Spagna |

| P                | 1                | Diogo Costa         |      |      |
| D                | 15               | João Neves          |      | 46’  |
| D                | 3                | Rúben Dias          |      |      |
| D                | 14               | Gonçalo Inácio      | 19’  | 74’  |
| D                | 25               | Nuno Mendes         | 100’ |      |
| C                | 10               | Bernardo Silva      |      | 74’  |
| C                | 23               | Vitinha             |      |      |
| C                | 20               | Pedro Neto          |      | 106’ |
| C                | 8                | Bruno Fernandes     |      |      |
| C                | 26               | Francisco Conceição |      | 46’  |
| A                | 7                | Cristiano Ronaldo   |      | 88’  |
| A disposizione:  |                  |                     |      |      |
| P                | 12               | José Sá             |      |      |
| P                | 22               | Rui Silva           |      |      |
| D                | 2                | Nélson Semedo       |      | 46’  |
| D                | 4                | António Silva       |      |      |
| D                | 5                | Diogo Dalot         |      |      |
| C                | 6                | João Palhinha       |      |      |
| A                | 9                | Gonçalo Ramos       |      | 88’  |
| A                | 11               | João Félix          |      |      |
| D                | 13               | Renato Veiga        |      | 74’  |
| A                | 16               | Francisco Trincão   |      |      |
| A                | 17               | Rafael Leão         |      | 74’  |
| C                | 18               | Rúben Neves         |      | 46’  |
| C                | 19               | Pedro Gonçalves     |      |      |
| A                | 21               | Diogo Jota          |      | 106’ |
| C                | 24               | Rodrigo Mora        |      |      |
| Allenatore:      |                  |                     |      |      |
| Roberto Martínez | Roberto Martínez | Roberto Martínez    | 110’ |      |

| P                 | 23 | Unai Simón         |       |      |
| D                 | 14 | Óscar Mingueza     |       | 92’  |
| D                 | 3  | Robin Le Normand   | 90+1’ |      |
| D                 | 12 | Dean Huijsen       |       |      |
| D                 | 24 | Marc Cucurella     |       |      |
| C                 | 20 | Pedri              |       | 75’  |
| C                 | 18 | Martín Zubimendi   |       |      |
| C                 | 8  | Fabián Ruiz        | 33’   | 75’  |
| A                 | 19 | Lamine Yamal       |       | 106’ |
| A                 | 21 | Mikel Oyarzabal    |       | 111’ |
| A                 | 11 | Nico Williams      |       | 92’  |
| A disposizione:   |    |                    |       |      |
| P                 | 1  | David Raya         |       |      |
| P                 | 13 | Álex Remiro        |       |      |
| D                 | 2  | Pedro Porro        | 110’  | 92’  |
| D                 | 4  | Pau Cubarsí        |       |      |
| D                 | 5  | Dani Vivian        |       |      |
| C                 | 6  | Mikel Merino       |       | 75’  |
| A                 | 7  | Álvaro Morata      |       | 111’ |
| C                 | 9  | Gavi               |       |      |
| A                 | 10 | Dani Olmo          |       |      |
| A                 | 15 | Yéremi Pino        |       | 106’ |
| C                 | 16 | Álex Baena         | 100’  | 92’  |
| D                 | 17 | Alejandro Grimaldo |       |      |
| C                 | 22 | Isco               |       | 75’  |
| A                 | 25 | Fermín López       |       |      |
| A                 | 26 | Samu Aghehowa      |       |      |
| Allenatore:       |    |                    |       |      |
| Luis de la Fuente |    |                    |       |      |

| Assistenti arbitrali: Jonas Erni (Svizzera) Susann Küng (Svizzera) Quarto ufficiale: Serdar Gözübüyük (Paesi Bassi) VAR: Fedayi San (Svizzera) Assistenti al VAR: Dennis Higler (Paesi Bassi) Pol van Boekel (Svizzera) | Regole dell'incontro - due tempi regolamentari da 45 minuti ciascuno; - due tempi supplementari da 15 minuti ciascuno in caso di parità; - tiri di rigore in caso di ulteriore parità; inizialmente cinque per squadra, e a oltranza fino a spareggio in caso di ulteriore parità; - numero massimo di 23 giocatori per squadra a referto (11 in campo e 12 come potenziali sostituti); - cinque sostituzioni permesse nei tempi regolamentari; una sesta permessa nei tempi supplementari. |

## Statistiche
| Statistiche       | Portogallo | Spagna |
| ----------------- | ---------- | ------ |
| Reti segnate      | 1          | 2      |
| Tiri totali       | 2          | 7      |
| Tiri in porta     | 1          | 2      |
| Parate            | 0          | 0      |
| Possesso palla    | 42%        | 58%    |
| Calci d'angolo    | 1          | 2      |
| Falli commessi    | 5          | 7      |
| Fuorigioco        | 1          | 0      |
| Cartellini gialli | 1          | 1      |
| Cartellini rossi  | 0          | 0      |

| Statistiche       | Portogallo | Spagna |
| ----------------- | ---------- | ------ |
| Reti segnate      | 1          | 0      |
| Tiri totali       | 3          | 5      |
| Tiri in porta     | 2          | 3      |
| Parate            | 3          | 1      |
| Possesso palla    | 36%        | 64%    |
| Calci d'angolo    | 1          | 2      |
| Falli commessi    | 5          | 6      |
| Fuorigioco        | 2          | 3      |
| Cartellini gialli | 1          | 1      |
| Cartellini rossi  | 0          | 0      |

| Statistiche       | Portogallo | Spagna |
| ----------------- | ---------- | ------ |
| Reti segnate      | 0          | 0      |
| Tiri totali       | 2          | 3      |
| Tiri in porta     | 0          | 1      |
| Parate            | 1          | 0      |
| Possesso palla    | 43%        | 57%    |
| Calci d'angolo    | 1          | 0      |
| Falli commessi    | 3          | 6      |
| Fuorigioco        | 1          | 0      |
| Cartellini gialli | 2          | 2      |
| Cartellini rossi  | 0          | 0      |

| Statistiche       | Portogallo | Spagna |
| ----------------- | ---------- | ------ |
| Reti segnate      | 2          | 2      |
| Tiri totali       | 7          | 15     |
| Tiri in porta     | 3          | 6      |
| Parate            | 4          | 1      |
| Possesso palla    | 46%        | 54%    |
| Calci d'angolo    | 3          | 4      |
| Falli commessi    | 13         | 19     |
| Fuorigioco        | 4          | 3      |
| Cartellini gialli | 4          | 4      |
| Cartellini rossi  | 0          | 0      |